# بادکنک قرمز (مجموعه تلویزیونی)
بادکنک قرمز (انگلیسی: Red Balloon; کره‌ای: 빨간풍선) یک مجموعه تلویزیونی کره جنوبی سال ۲۰۲۲ با بازی سو جی هه، لی سونگ جه، هونگ سو-هیون، لی سانگ وو و جونگ یو مین است. این مجموعه از ۱۷ دسامبر ۲۰۲۲ تا ۲۶ فوریه ۲۰۲۳، روزهای شنبه و یکشنبه ساعت ۲۱:۱۰ (کی‌اس‌تی) از تی‌وی چوسان برای ۲۰ قسمت پخش شد.

## بازیگران

### اصلی
- سو جی هه در نقش جو اون کانگ[۲]
- لی سونگ جه در نقش جی نام چول[۲]
- هونگ سو-هیون در نقش هان با دا[۲]
- لی سانگ وو در نقش گو چا وون[۲]
- جونگ یو مین در نقش جو اون سان، خواهر کوچکتر اون کانگ[۵]